# 嶺上開花
嶺上開花（リンシャンカイホウ、中国語: 杠上开花）とは、麻雀における役のひとつ。槓を行い、不足した牌を補充するため嶺上牌を引いた際に、引いた牌が自らの和了牌であった場合に与えられる。1飜。リンシャンと略されることが多い。

## 概要
その役の性質上、成立時に放銃者がいないため、形式的にはツモ和了の一種として扱われる。門前の場合には嶺上開花の1飜とは別に門前清自摸和の1飜を加算する。符の計算におけるツモ符2符については日本に麻雀が伝わった当初は認められていなかったものの、昭和5年頃からツモ符を加算する主張が行われそれが認められたことでツモ符の2符を加算するようになっている。競技麻雀団体では日本プロ麻雀連盟のようにツモ符2符を認めないルールを採用していた団体も存在したが、2023年のルール改定により主要5団体でツモ符2符を認めないルールは皆無となった。
点数の授受も通常のツモ和了と同様に行う。ただし、大明槓の嶺上で和了った場合は、槓をさせてしまった者の責任払いとして扱う場合（大明槓の包）や、台湾麻雀など責任払いどころかチョンボになる場合もある。また、大明槓からの連続した槓による嶺上開花の場合にも大明槓の包を認める、というルールになっていることがある。
聴牌した状態で槓を行い、なおかつその嶺上牌で和了しなければならないため、他の1飜役と比較すると発生率は格段に低い。
槓ドラのあるルールでは、一般的には暗槓・明槓どちらも和了した際に槓ドラをめくって良いとされているが、明槓は嶺上牌をツモって打牌後に槓ドラをめくると決められていた場合、槓ドラを認めないとする事もある。
抜きドラを用いる三人麻雀において、抜いた際の補充の嶺上牌でツモ和了した時、嶺上開花として認めることがある。唯一、槓をせずに嶺上開花がつく例である。オンライン麻雀では天鳳・雀魂等で採用されている一方、真・雀龍門においては採用されていない。
海底摸月とは複合しない。海底の直前のツモで暗槓・加槓を行うか、あるいは他家の海底の直前の打牌で大明槓を行い、その嶺上牌でツモ和了すると、結果としてその局の最後の牌で和了したことになる。しかし海底摸月は海底牌そのもので和了した場合に与えられる役であり、嶺上牌は海底牌そのものではなく、このケースにあっては海底牌は消滅することになる。したがって嶺上開花と海底摸月が複合することはない (中国麻雀など複合するルールもある)。
麻雀の歴史の初期では4符役であり、日本に麻雀が伝来するまでの間に10符役を経て1飜役に変化した。